# Galikanizam
Galikanizam (lat. gallicanus; galski, francuski) naziv je za pokret u Francuskoj od XVII. do XIX. stoljeća koji je - polazeći od gorljivog monarhizma, francuskog nacionalizma i privrženosti idejama apsolutne monarhije zahtijevao veću vlast francuske države nad Katoličkom crkvom na svojem teritoriju.

## Povijest
Za galikance je bilo karakteristično da vlast pape iz Rima nad Crkvom u Francuskoj smatraju "stranim utjecajem" (pogrdno ga nazivajući "ultramontanizam", utjecaj "preko planine"), te su htjeli učinkovitost akata Svete stolice učiniti ovisnim o kraljevom odobrenju (placet).
Procvat galikanskih ideja nastupio je za vrlo dugovječne vladavine Luja XIV. (1643. – 1715.); on je 1682. godine sazvao okupljanje na kojemu su galikanskim idejama sklonih trideset i šest prelata (biskupa i opata), te trideset i četiri svećenika koji su trebali predstavljati svećenstvo iz čitave Francuske potpisali tzv. "Galikanske članke". Ta četiri "Galikanska članka" napisana su na način da je za njihovo razumijevanje potrebno dobro poznavanje povijesti i teologije (npr. pozivalo se na odluke Koncila u Konstanzu iz 15. stoljeća, bez objašnjavanja na koje točno od mnogih zaključaka tog koncila bi čitatelj trebao obratiti pozornost - to je bilo jasno tek doista dobro upućenim teolozima). Pojednostavljeno, Galikanski članci govore:
1. Da suvereni vladari nisu podložni vlasti Crkve u pogledu svjetovnih stvari, te da istodobno podanici tih vladara ne mogu biti oslobođeni od podložnosti njihovim odredbama pozivom na svoju vjeru ili odredbe crkvenih vlasti;

2. Da svjetovni vladari smiju po svojoj volji sazivati sinode i koncile, te da papa ne može odbiti odluke takvih crkvenih sabora;

3. Da se ustupci koje su u dijelovima Francuske tijekom stoljeća davali razni pape u pogledu prava svjetovnih vladara nad crkvenim poslovima, tzv. "Galikanske privilegije" - neizmjenjive. Potpisnici nisu točno nabrojali postojeće i tobožnje papinske ustupke tijekom povijesti; prema nekim popisima iz tog doba bile bi među "Galikanskim povlasticama" npr. da francuski biskupi ne smiju napustiti teritorij Francuske i putovati u Rim bez dozvole Kralja; da državni dužnosnici ne smiju biti ekskomunicirani zbog čina koje su obavili u izvršavanju svoje službe; da biskupi kojima se ne sviđa neki papinski dekret mogu odbiti njegovu provedbu dok njihovu žalbu ne razmotri naredni ekumenski koncil;

4. Da su odluke pape  - izmjenjive, ako ih pojedina mjesna crkva (čiji su članovi apsolutno podložni svojem monarhu) odbija.
Makar su Galikanski članci napisani na način da ih može razumjeti samo dobro obrazovana elita, sukob između Pape i Kralja je ubrzo postao svima očit.
Kralj Luj XIV. je nakon vrlo odlučnog protivljenja pape Inocenta XI. (zapravo, otvorenog i kompliciranog sukoba, u kojem je znatan dio francuskog svećenstva bio izložen kaznama svjetovnih vlasti) 1693. godine povukao "Galikanske članke"; ali time galikanska ideja nije posve nestala: osobito je oživjela na počecima Francuske revolucije (1789.), kada se od svećenstva tražilo da položi prisegu na Građanski ustav svećenstva - pri čemu je prisega uključivala postavke galikanizma; većina je svećenstva tada to odbila.
Pobornici jansenizma - nepravovjerne inačice katoličanstva koja je nastala u Francuskoj početkom 17. stoljeća i koja se odlikovala osobitom moralnom rigoroznošću - su bili osobito privrženi pobornici galikanizma.
Ideje galikanizma u principu slijede teološku misao srednjovjekovnih gibelina - kršćana što su sukobima između Crkve i svjetovnih vlasti stajali na stranu svjetovnih vlasti. Osobito su nalik idejama talijanskog intelektualca Marsilija Padovanskog, liječnika čija su teološka promišljanja poslužila caru Ludoviku IV. Bavarskom u njegovom sukobu s papom - naime je Ludovik IV. 1328. godine s vojskom ušao u Rim, te se radi pokazivanja prezira prema "francuskom čovjeku" papi Ivana XXII., ali i radi iskazivanja privrženosti teološkim idejama Marsilija Padovanskog, dao okruniti carskom krunom iz ruku jednog rimskog plemića. Potom je - zacijelo prema nacrtu Marsilija Padovanskog - Luj IV. izdao dekret kojim proglašava smjenu pape Ivana XXII., zbog hereze.

## Utjecaji
Galikanizmu srodne ideje na njemačkom govornom području poznate su pod imenom "jozefinizam"; riječ je o doktrini koja je u punini razvijena na Habsburškom dvoru krajem 18. stoljeća.
Galikanizam je - nakon što su ideje apsolutne monarhije već bile istrošene - svladan proglašenjem dogme o papinoj nezabludivosti na Prvom vatikanskom saboru (1869.-1870). Taj je koncil izrijekom osudio drugi, treći i četvrti od gore navedenih galikanskih članaka. O pitanju na koje upućuje prvi galikanski članak, progovorio je papa Lav XIII. u enciklici Immortale Dei iz 1885. godine, da bi potom u enciklici Sapientiae Christianae iz 1890. godine ukratko sažeo: "Crkva i država imaju svaka svoje područje vlasti, i niti jedna od tih dviju vlasti nije podređena onoj drugoj."